# En la ciudad sin límites
En la ciudad sin límites és una pel·lícula coproducció hispano-argentina dirigida per Antonio Hernández que es va estrenar l'1 de març de 2002. Fou estrenada el 12 de febrer de 2002 en el marc del 52è Festival Internacional de Cinema de Berlín i fou estrenada a Espanya l'1 de març del mateix any. Es tracta d'un thriller on el director vol fer un homenatge a la figura del seu pare.

## Argument
Víctor (Leonardo Sbaraglia) viatja a París per a visitar al seu pare, Max (Fernando Fernán Gómez), que està molt malalt en un hospital i esperant una operació. Descobreix que vol escapar-se de l'hospital i que no es pren les medicines perquè crea que hi ha un complot en contra seva i que ha d'avisar a un tan Rancel que està en perill. El seu comportament sembla fruit de la demència, però així i tot l'ajuda a sortir de l'hospital a la recerca de Rancel però no troben la font on el seu pare creia que estaria. Al seu retorn a l'hospital aquest fet desperta el recel dels seus germans que estan immersos en la venda de l'empresa familiar.
Certes contradiccions de la seva mare (Geraldine Chaplin) li fan pensar que el que compta el seu pare no són pures bogeries i investigant descobreix que en realitat són records confusos de la ment del pare. La font on buscaven a Rancel no era tal, sinó un cafè anomenat La font on en el passat es reunien exiliats espanyols, i que a més el seu pare tenia un pis prop d'allí des de fa quaranta anys. Quan Víctor li pregunta a la seva mare per què li ha mentit, Marie li diu que el seu pare va pertànyer a una cèl·lula comunista durant la dictadura franquista i que Rancel era l'àlies de Joaquín Navarro, l'enllaç del seu pare, al qual la policia franquista va detenir en un tren en el qual també havia d'estar Max. També li diu que Rancel va morir en la presó i que tots van pensar que ho havia denunciat Max. Però les explicacions de la seva mare no li deixen satisfet i continua investigant. Llavors descobreix que Rancel no va morir en la presó, i que en sortir es va convertir en novel·lista.
Viatja a Madrid a la recerca de Joaquín Navarro, però no està a Madrid i es reuneixen a París. Llavors Joaquín li conta la veritable història: a més de camarades de partit ell i Max van ser amants i la que ho va denunciar en realitat va ser Marie, la seva mare, per gelosia. Però després Max mai va anar a veure-li. Joaquín li diu a Víctor que encara que no li guarda rancor no vol veure de nou a Max. Quan Víctor torna a l'hospital s'assabenta que la seva mare havia interceptat una carta del seu pare per a Rancel, recrimina a la seva mare les seves accions i sobretot no deixar morir al seu pare en pau. Finalment Max mor i en l'enterrament Víctor li dona la carta a Joaquín on desitja que les coses haguessin estat diferents, s'acomiada d'ell i li demana perdó per la seva covardia que els va impedir viure junts.

## Repartiment
- Leonardo Sbaraglia... Victor
- Fernando Fernán Gómez... Max
- Geraldine Chaplin... Marie
- Ana Fernández ... Carmen
- Adriana Ozores... Pilar
- Leticia Brédice... Eileen
- Alfredo Alcón... Rancel

## Palmarès cinematogràfic
XVII Premis Goya
| Categoria                    | Persona                         | Resultat   |
| ---------------------------- | ------------------------------- | ---------- |
| Millor pel·lícula            | Millor pel·lícula               | Nominada   |
| Millor director              | Antonio Hernández               | Nominat    |
| Millor actriu de repartiment | Geraldine Chaplin               | Guanyadora |
| Millor guió original         | Antonio Hernández Enrique Brasó | Guanyadors |
| Millor música original       | Víctor Reyes                    | Nominat    |